# Zsámbok
Zsámbok là một thị trấn thuộc hạt Pest, Hungary. Thị trấn này có diện tích 23,35 km², dân số năm 2010 là 2407 người, mật độ 103 người/km².